# شرطة الحرائق

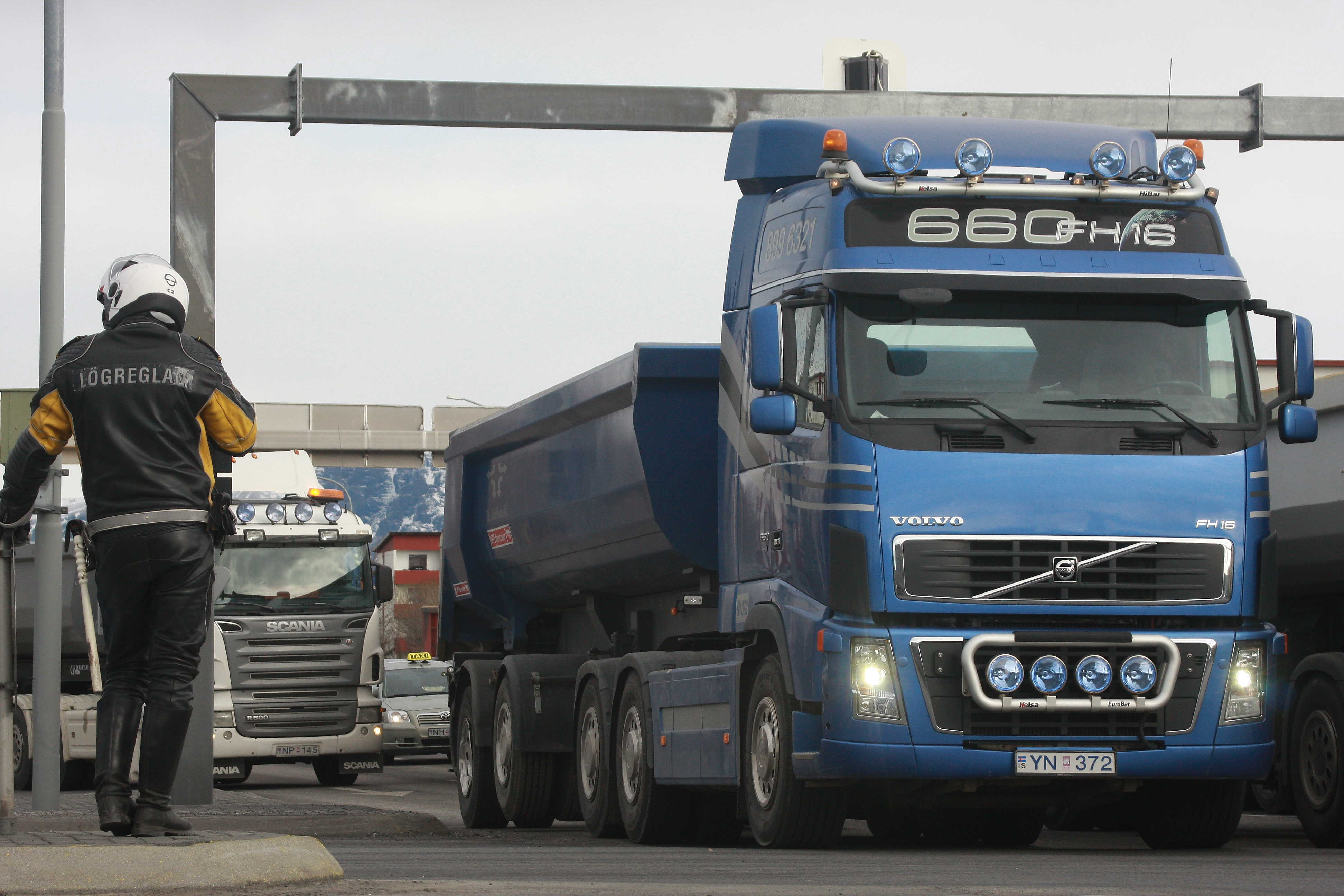

شرطة الحرائق أو مكافحة الحرائق لها دور عظيم في المحافظة على الأرواح والثروات من خطر الحريق.. وقد تطورت انتشارا وتأهيلا من خلال مد خدماتها والتدريب الجيد للرجال بمختلف رتبهم.. ولا يقتصر دورها على أعمال الدفاع المدني ومكافحة الحرائق والنجدة في حالات حدوثها فقط بل أيضا بالسعي قدر الإمكان إلى منع وقوع الحرائق من خلال التوعية والإرشاد وتقديم النصح للمواطنين بأهمية العمل على الوقاية من الحرائق وغيرها من الأخطار.. حيث تساهم بقدر كبير في عمليات الوقاية والإنقاذ من الأخطار المختلفة.
من أعمال شرطة الإطفاء الأخرى ما يلي:
- الحفاظ على النظام في الطرقات العمومية.
- الحد من الفوضى في الطرق مما يسمح بمنع بعض التظاهرات.
- الوقاية من جميع الكوارث لا سيما الطبيعية منها.
- الوقاية من الأوبئة بجميع أنواعها.
- تحقيق الطمأنينة بمنع كل ما يزعج راحة المواطنين.[1]

## الواجبات
شرطي الإطفاء أو المطافئ. يكافح الحرائق ضمن فريق إطفاء الحرائق التابع للوقاية المدنية، دائما في الخط الأمامي في مواجهة المخاطر: نيران، فيضانات، زلازل أو غيرها من الكوارث الطبيعية. وهو بذلك يعمل دائما في الطوارئ والاستعجال. بمكان الحادث، يوصل خرطوم المياه، ويوجه تدفقها أو غيرها من السوائل الكيمائية والرغوية إلى موضع الحريق أو يستخدم مطفأة الحريق المتنقلة في الأماكن التي لا يصل إليها الخرطوم. يهدم أجزاء من المبنى أو غيرها إذا كان ذلك ضروريا للوصول إلى مكان الحريق ومكافحته، يعمل على إنقاذ الأفراد المحاصرين بالنيران، ويقوم بعملية التنفس الاصطناعي لحالات الاختناق الناتجة عن الحرارة أو الدخان.

### السيطرة على حركة المرور عند الطوارئ
مراقبة حركة المرور وذلك عند حدوث الطواري ويتألف من التحكم في تدفق المركبات حول المكان أو من خلال المنطقة المجاورة مباشرة لحالة الطوارئ. وقد يستلزم هذا إغلاق الطرق، عمليات التحويل، نقاط السيطرة الكاملة " عند التقاطعات، أو '1-الطريق يحول "، والتي يتم فيها تقليص الطريق إلى ممر واحد واتجاهه بطريقة تسيطر عليها.
يؤدي خدمات أخرى خلال حالات الطوارئ مستخدما معدات وأجهزة متخصصة إذا استدعت الضرورة ذلك مثل إجلاء السكان عن مناطق الفيضان أو العواصف وإنقاذ الأفراد والحيوانات من المناطق النائية والوعرة التي يصعب الوصول إليها، يطبق أسس وقواعد السلامة والصحة المهنية.
ينضوي الإطفائيون ضمن المستخدمين شبه العسكريين العاملين في الوقاية المدنية، وهم يعملون ضمن خدمة الإنقاذ ومكافحة الحرائق (رجال المطافئ)، وهو يعمل بالدوام الكامل.
قد يضطر الإطفائي للعمل 24 ساعة أو 48 ساعة ليل نهار دون انقطاع إذا ما استدعت حالة طارئة ذلك، وغالبا ما تكون ظروف العمل صعبة وتتطلب مجهودا جسديا جبارا. يظل الإطفائي متأهبا في كل لحظة لمواجهة أي طارئ أو حادث، بالليل أو النهار.
عندما يصل الإطفائي إلى مكان الحادث، يعمل على منع التسرب إلى المكان وينظم حركة المرور بالجوار في انتظار وصول الشرطة أو العسكر، ويقدم الإسعافات الأولية للضحايا. وفي حالة الحريق، ينتظم رجال الإطفاء بحيث يقوم كل عضو منهم بدور محدد من أجل محاصرة الحريق وإخماده وإنقاذ الأرواح.

## الصفات الشخصية المطلوبة لشرطة الإطفاء
- الشجاعة: إنقاذ الآخرين يتطلب من رجل الإطفاء أن يعرض حياته للخطر. فهو يواجه الموت والمعاناة في كل لحظة.
- اللياقة البدنية: هذه المهنة تتطلب لياقة بدنية وقوة احتمال عاليتين.
- الـدقة والفعالية: عنصران مهمان، فقدرته على رد الفعل السريع الفعال والدقيق تحدد فرص إنقاذ أرواح العديد أشخاص.

## الشرطة النار في جميع أنحاء العالم

### نيوزيلندا
في نيوزيلندا، وجود شرطة الإطفاء بحكم المادة 33 من قانون مكافحة الحرائق 1975 م. قانون مكافحة الحرائق يسمح بتشكيل وحدات شرطة الإطفاء المتطوعين (بناء على موافقة رئيس منطقة الشرطة) ويمنح لهم السلطات القانونية من الشرطة شرطي. وتوجد عدة وحدات شرطة الإطفاء في جميع أنحاء نيوزيلندا وبعض فرق الإطفاء المرفقة متطوعة، وغيرها تتصرف كوحدات مع / أو ألوية الفردية كما هو الحال في حد ذاتها.